# Забавен изстрел
Забавен изстрел е забавяне на изстрела от огнестрелното оръжие или артилерийското оръдие след сработване на спусковия механизъм. Причина за възникването му може да е ниското качество на барута в метателния заряд, което може от своя страна да е предизвикано от заводски брак, лоши условия за съхраняване или заради проблем в работата на възпламенителя. При забавен изстрел преждевременното извличане на боеприпаса може да доведе до неговото сработване в ръцете на стрелеца или разчета на оръдието. За предотвратяване на това, в случай на предполагаема засечка се препоръчва да се изчака известно време (различно за всяко оръжие), насочвайки ствола в безопасно направление. При артилерийските оръдия има специални предохранители. Отварянето на затвора е допустимо само след изтичане на срока от време, установен в инструкциите или в бойна обстановка, от командира.
При големокалибрените оръдия забавянето може да достига няколко минути, докато заряда не се възпламени от нагретия от предходните изстрели ствол на оръдието. Задържката е достатъчно голяма, за да може командира оръдието (разчета) по свое усмотрение да може да опита ново възпланемяване, след което разчета на оръдието го оставя и се укрива в безопасно място, за да изчака вероятния взрив (на английски: cook-off explosion).
При използването в авиацията на картечници със синхронизатор забавеният изстрел представлява особена опасност поради възможното повреждане на лопатките на витлото (перката, винта), което води, в началото на 20 век към създаването на специални машини за проверка на патроните за вероятност от забавен изстрел, (на английски: hang-fire tester).